# Franz Müntefering

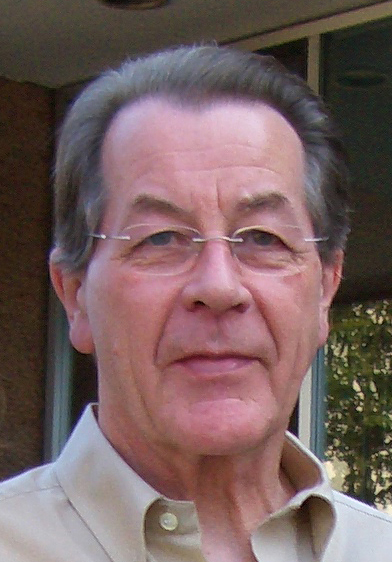
Franz Müntefering

Franz Müntefering (Arnsberg-Neheim-Hüsten, 16 januari 1940) is een Duitse politicus van de Sozialdemokratische Partei Deutschlands (SPD). Hij was onder meer voorzitter van de SPD (2004-2005) en vice-kanselier en minister van arbeid (2005-2007). Eind 2007 trok hij zich uit de politiek terug, maar in 2008 besloot hij terug te keren in de politiek, na de dood van zijn vrouw in juli 2008. In september 2008 werd hij voorgedragen als nieuwe partijvoorzitter en in oktober 2008 als opvolger van Kurt Beck als SPD-voorzitter gekozen.

## Opleiding en Beroep
Franz Müntefering wordt op 16 januari 1940 in Neheim-Hüsten (nu deel van Arnsberg) geboren. Zijn vader is landbouwer, zijn moeder huisvrouw.
Van 1946 tot 1954 loopt Müntefering school aan de 'Volksschule' in Sundern. Daarna, tot 1957 volgt hij een opleiding als 'industriekoopman' en werkt dan een kleine twee jaar in een middelstandig bedrijf in de metaalverwerkende industrie.
Van januari 1961 tot maart 1962 vervult hij zijn militaire dienstplicht.
Müntefering blijft tot 1975 in het 'gewone' beroepsleven, vanaf dan is hij beroepspoliticus.
Uit een eerste huwelijk stammen twee dochters.
De jongste dochter is de schrijfster Mirjam Müntefering.
In 1995 treedt Müntefering opnieuw in het huwelijk, met Ankepetra Rettich. Op 31 juli 2008 overlijdt zijn vrouw na een slopende ziekte.

## Partij, politiek en mandaten

### Noordrijn-Westfalen
Münteferings politiek engagement begint in 1966 met zijn lidmaatschap van de SPD.
Müntefering was eerst in de jeugdorganisatie van de SPD, de "Jungsozialisten" (Jusos) actief.
Een jaar later (1967) wordt hij lid van de IG-Metall (vakbond).
Hij is van 1969 tot 1979 lid van de stadsraad van Sundern.
Münteferings partijcarrière begint niet echt steil.
Het duurt tot 1984 voor hij een partijfunctie op lokaal vlak overneemt.
Van 1984 tot 1988 is partijvoorzitter van het Unterbezirk Hochsauerland, en maakt deel uit van het partijbestuur van Westliches Westfalen, van midden 1992 tot 1998 is hij hier voorzitter.
Pas in de jaren 90 profileert Franz Müntefering zich naast Oskar Lafontaine, Rudolf Scharping en Gerhard Schröder aan de nationale partij-top.
Van 18 december 1992 tot november 1995 maakte hij als Minister voor Arbeid, Gezondheid en Sociale Zaken deel uit van het kabinet van de deelstaat Noordrijn-Westfalen onder leiding van Minister-president Johannes Rau.
Van 1996 tot 1998 was hij lid van het deelstaatparlement ('Landtag') van Noordrijn-Westfalen.
In mei 1998 volgde hij Johannes Rau op als SPD-landsvoorzitter voor Noordrijn-Westfalen en bleef dat tot 2001.
In dezelfde maand wordt hij door kanselierskandidaat Gerhard Schröder in het schaduwkabinet voor de bondsdagverkiezingen van dat jaar opgenomen.

### Nationaal
In 1975 wordt Müntefering voltijds-politicus.
Hij wordt in de Bondsdag verkozen, waar hij zijn partij tot 1992 vertegenwoordigt.
Binnen de fractie specialiseert hij zich Woningsbouwpolitiek.
Van 1975 tot 1992 was hij lid van de bondsdag.
In 1991 bereikt hij ook het nationale partij-niveau: hij maakt deel uit van het nationale partijbestuur, en is in 1991 en 1992 parlamentarischer zaakvoerder van de SPD-bondsdagsfractie. Van 1995 tot 1998 was hij bondszaakvoerder van de SPD.
Als bondszaakvoerder was Müntefering wezenlijk medeverantwoordelijk voor de voorbereiding en uitvoering van de verkiezingscampagne 1998.
Hij organiseerde een efficiënt werkende verkiezingscentrale en communicatiestructuur, en zorgen voor een professioneel georganiseerde campagne.
Na de bondsdagverkiezingen van september 1998 wordt hij weer lid van de bondsdag, en op 27 oktober 1998 als bondsminister voor Vervoer, Bouw- en Woningspolitiek in de van kanselier Gerhard Schröder geleide rood-groene (SPD-Bündnis 90/Die Grünen) bondsregering benoemd.
In deze functie was hij voor die organisatie ven de bondsregering naar Berlijn verantwoordelijk, en indirect ook voor die herstructureringen bij de Deutsche Bahn AG (de Duitse spoorwegen), waar hij Hartmut Mehdorn als voorzitter aanstelde.
Nadat door het ontslag van Ottmar Schreiner op 5 september 1999 de positie van bondszaakvoerder van de SPD vacant geworden was, neemt hij deze functie terug, dit keer ad interim, over. Op 29 september 1999 meent hij als minister ontslag. De functie "bondszaakvoerder" wordt op 7 december omgevormd tot "secretaris-generaal." Hij blijft tot 20 oktober 2002 SPD-secretaris-generaal. In deze functie zorgde hij voor de noodzakelijke coördinaten tussen het kanselierambt, de bondsdagfractie en de partij.
Nadat de rood-groene bondsregering onder Gerhard Schröder door de bondsdagverkiezingen van september 2002 voor een verdere ambtsperiode bevestigd werd, werd SPD-secretaris-generaal Franz Müntefering tot voorzitter van de SPD-bondsdagsfractie verkozen.
Op een buitengewone SPD-partijdag van 21 maart 2004 in Berlijn volgt Müntefering Gerhard Schröder op als bondsvoorzitter van de SPD.
Hij wordt met 95,1 % van de stemmen verkozen, en haalt daarmee het beste resultaat voor een SPD-partijvoorzitter sinds 1991.
De verkiezing van een nieuwe voorzitter was noodzakelijk geworden nadat kanselier Schröder, die tot dan ook partijvoorzitter was, met toenemende weerstand binnen de eigen partij tegen de door hem en het kabinet nagestreefde hervormingen op sociaal vlak geconfronteerd werd. De partij keurde de voortzetting van de hervormingen wel goed.
Kort na de verkiezingen van 18 september 2005 werd Müntefering op 20 september als fractievoorzitter bevestigd, maar nadat het in het kader van de coalitieonderhandelingen met de Union duidelijk werd dat hij de functie van vicekanselier en minister voor Arbeid in de 'Grosse Koalition' zou overnemen ging midden oktober 2005 de leiding van de fractie over op scheidend minister van defensie Peter Struck.
Op 31 oktober 2005 kondigt Müntefering, nadat zijn kandidaat voor het ambt van secretaris-generaal van de partij door het partijbestuur afgewezen werd, aan dat hij zich terugtrekt als partijvoorzitter.
Op het partijbestuur van 31 oktober 2005 werd de als 'linkse' bekendstaande Andrea Nahles met 23 stemmen tegen 14 genomineerd als volgende secretaris-generaal. Dit gebeurde tegen de uitdrukkelijke wens van Franz Müntefering, die Kajo Wasserhövel als zijn voorkeur naar voor had geschoven. De hele partijtop wordt op de volgende partijdag in Karslruhe, van 14 tot 16 november her- of verkozen.
In de daarop volgende dagen ontstaat er een hele crisis in de SPD-top, die echter snel opgelost wordt. Matthias Platzeck wordt als nieuwe partijvoorzitter voorgedragen en Andrea Nahles trekt haar kandidatuur terug.
Op 21 november 2007 trad Müntefering in verband met familie-omstandigheden (ziekte van zijn vrouw) af als vicekanselier en bondsminister voor Arbeid.
Na het overlijden van zijn vrouw keert hij in september 2008 terug in de actieve politiek.

## Heuschreckendebatte
Op 16 april 2005 verscheen een interview van Müntefering met de Bild-Zeitung.
Münteferings uitspraak "Sommige (financiële) investoren denken niet aan de mensen wier arbeidsplaats ze vernietigen.
Ze blijven anoniem, hebben geen gezicht, vallen als sprinkhanen over bedrijven heen, grazen ze af, en trekken voort. Tegen deze vorm van kapitalisme strijden wij."
(Duits: "Manche Finanzinvestoren verschwenden keinen Gedanken an die Menschen, deren Arbeitsplätze sie vernichten. Sie bleiben anonym, haben kein Gesicht, fallen wie Heuschreckenschwärme über Unternehmen her, grasen sie ab en ziehen weiter. Gegen diese Form van Kapitalismus kämpfen wir.") maakte vele reacties los, en zorgde voor de zogenaamde "Heuschreckendebatte" (ook "Kapitalismusdebatte").
Aanleiding tot deze uitspraak was het bekend worden van een aantal bedrijfssluitingen en delokalisaties, en van miljoenenzware vergoedingen voor topmanagers.
Volgens Müntefering moesten, nadat de politiek en werknemers door het in kracht treden van een pakket arbeidmarkt- en sociale hervormingen (onder meer de zogenoemde "Hartz IV" hervorming) neokapitalistische uitspattingen aangeklaagd worden, en de ondernemers aan hun sociale verantwoordelijkheid herinnerd worden.
In de daarop volgende weken werd er in de media heftig gepolemiseerd over al dan niet fundamenteel juist en/of gepast zijn van deze opmerking. Terwijl van de meeste rood-groene politici en vanuit vakbondshoek toestemming te horen was, kritiseerde de CDU/CSU/FDP oppositie en de meeste werkgeversorganisaties en managers de uitspraak als contraproductief. Zij vreesden dat deze uitspraak, uit de mond van de voorzitter van de grootste regeringspartij buitenlandse investeerders eerder zou afschrikken dan aanmoedigen.
De historicus Michael Wolffsohn, zelf in 2004 in opspraak gekomen, toen hij folteren als legitiem middel in de strijd tegen terrorisme noemde, vergeleek Münteferings uitspraak met de anti-joods retoriek gedurende de tijd van het nationaalsocialisme: "Vandaag noemt men deze plaag sprinkhanen, vroeger ratten of joodse zwijnen." (Duits: "Heute nennt man diese Plage Heuschrecken, damals Ratten oder Judenschweine." Socialistische en groene politici reageerden verontwaardigd over deze vergelijking, maar de Zentralrat der Juden reageerde eerder gematigd: Paul Spiegel, de president ervan, stelde dat elke vergelijking van mensen met dieren "fundamenteel ongelukkig" (Duits: "grundsätzlich unglücklich") is, noemde de nazi-vergelijking in verband met de uitspraak van Müntefering echter absurd.
- DBLP: 279/2134
- Gemeinsame Normdatei: 122960866
- International Standard Name Identifier: 0000 0000 4684 1068
- Library of Congress Control Number: no2002027541
- Système universitaire de documentation: 156017237
- Virtual International Authority File: 52584601
- WorldCat: E39PBJkT7KfBtmyGdBKQ6vhPwC